# Régis Brouard
Régis Brouard (Antony, 17 gennaio 1967) è un allenatore di calcio ed ex calciatore francese, di ruolo centrocampista.

## Palmarès

### Allenatore

#### Competizioni nazionali
- Championnat de France amateur 2: 1

Rodez: 2003-2004
- Championnat de France amateur: 1

Quevilly-Rouen: 2010-2011
- Championnat National: 1

Red Star: 2017-2018